# Fakóibolyás pókhálósgomba
A fakóibolyás pókhálósgomba (Cortinarius emunctus) a pókhálósgombafélék családjába tartozó, Európában és Észak-Amerikában honos, fenyvesekben élő, nem ehető gombafaj. 

## Megjelenése

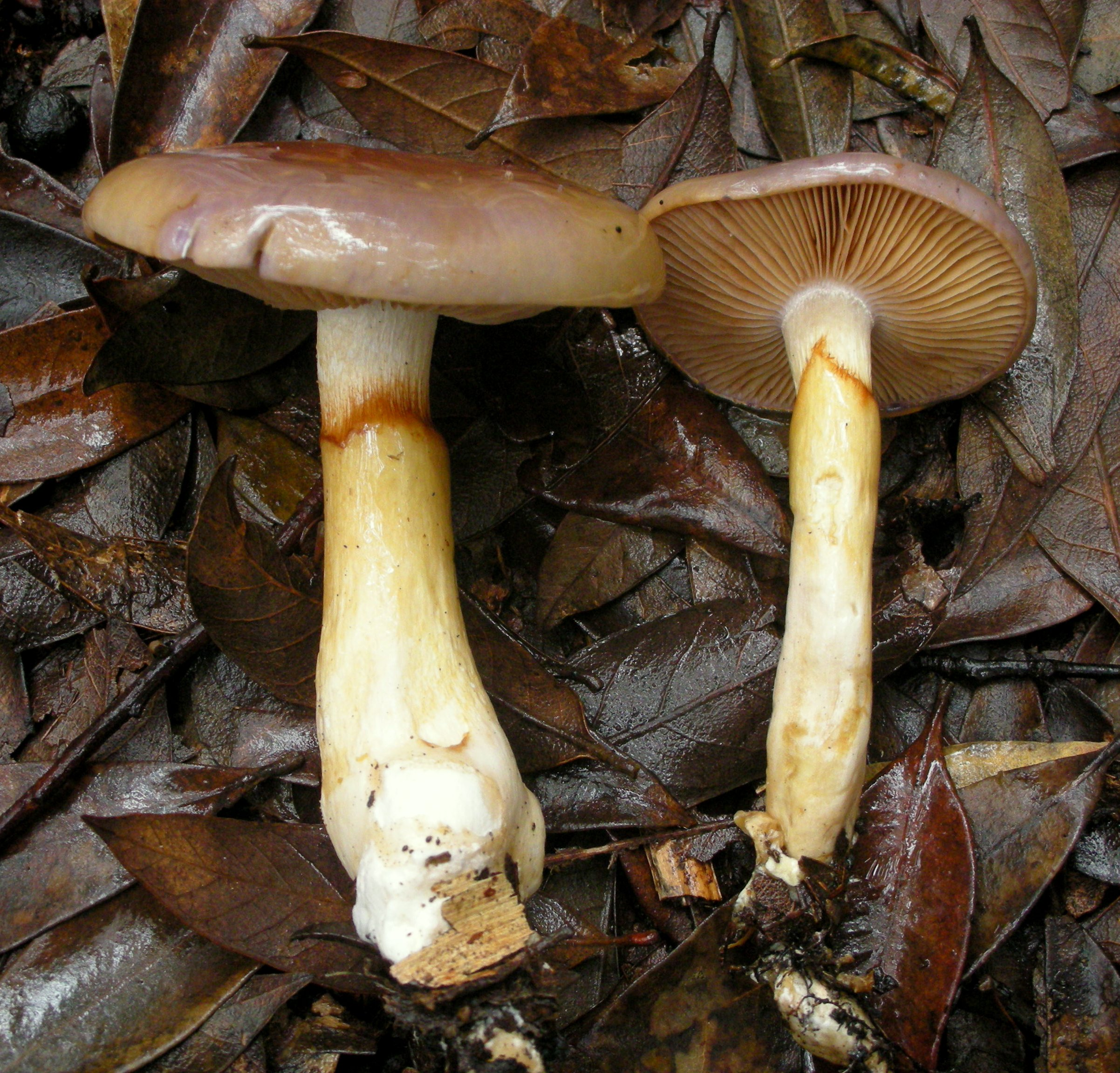

A fakóibolyás pókhálósgomba kalapja 3-7 cm széles, kezdetben félgömb alakú, majd domborúan vagy harangszerűen, idősen széles harangszerűen kiterül. Közepe általában púpos, széle szabálytalanul hullámos lehet. Felszíne nyálkás. Színe egyenletesen halvány szürkéslila vagy acélkék; idősen lassan szürkésokkerre vagy halványsárgásra, fehéresszürkére változik. 
Húsa fehéres, a kalapbőr alatt sárgás, tönkjében fiatalon halványlilás. Szaga nem jellegzetes, íze édeskés. 
Sűrű lemezei hasasan tönkhöz nőttek. Színük szürkéslila vagy szürkésibolya, hamar megbarnulnak. Élük fiatalon fehéres. A fiatal lemezeket fehéres, pókhálószerű kortina védi, amely később a tönkre tapadhat.  
Tönkje 8-11 cm magas és 0,5-1,2 cm vastag. Alakja egyenletesen vastag vagy a tövénél kissé megvastagodott. Felszíne erősen nyálkás. Színe fehéres, halvány szürkéslilás vagy acélkék. 
Spórapora rozsdabarna. Spórája majdnem kerek, közepesen vagy durván szemölcsös, mérete 6,5-8,5 x 5,5-7 µm.

### Hasonló fajok
Az ibolyás pókhálósgomba, a kéktönkű pókhálósgomba, a zsemlebarna pókhálósgomba hasonlít hozzá. 

## Elterjedése és termőhelye
Európában és Észak-Amerikában honos. Magyarországon helyenként nem ritka.
Fenyvesekben él, savanyú, mohás, nedves talajon. Nyártól őszig terem. 
Nem ehető. 